# Hjalmarita
La hjalmarita és un mineral de la classe dels silicats que pertany i dona nom al grup del nom arrel hjalmarita.

## Característiques
La hjalmarita és un silicat de fórmula química {Na}(NaMn}{Mg₅}Si₈O22(OH)₂. Va ser aprovada com a espècie vàlida per l'Associació Mineralògica Internacional l'any 2017. Cristal·litza en el sistema monoclínic.
L'exemplar que va servir per a determinar l'espècie, el que es coneix com a material tipus, es troba conservat a les col·leccions mineralògiques del Museu suec d'història natural d'Estocolm (Suècia), amb el número de catàleg: nrm #g14150.

## Formació i jaciments
Va ser descoberta a la mina Långban, situada al municipi de Filipstad (Comtat de Värmland, Suècia). També ha estat descrita a la localitat austríaca d'Obernberg am Brenner, al Tirol, i a la mina japonesa de Taguchi, a la prefectura d'Aichi. Aquests dos indrets són els únics de tot el planeta on ha estat descrita aquesta espècie mineral.